# Gare de Lillehammer
La gare de Lillehammer est une station ferroviaire norvégienne de la ligne de Dovre. Elle se situe dans le centre de Lillehammer. La gare fut agrandie pour les Jeux olympiques d'hiver de 1994.

## Situation ferroviaire
Située au [PK) 184,18 et à 179,5 m d'altitude, la gare de Lillehammer est située entre la gare aujourd'hui fermée de Bergseng et la gare de marchandise de Hove,.

## Histoire
La gare a été inaugurée en même temps que la section Hamar-Tretten de la ligne de Dovre le 15 novembre 1894. L'architecte en est Paul Due.
À l'occasion des Jeux olympiques d'hiver de 1994, on construit Lillehammer skysstasjon qui sera modernisée en 2011. Il y a été créé  un centre d'informations pour les voyageurs avec l'Office de tourisme  de Lillehammer, l'association norvégienne du tourisme et le service clientèle de Vy. L'offre de restauration a été revue ainsi que l'hébergement. C'est là que se trouve l'auberge  de jeunesse.

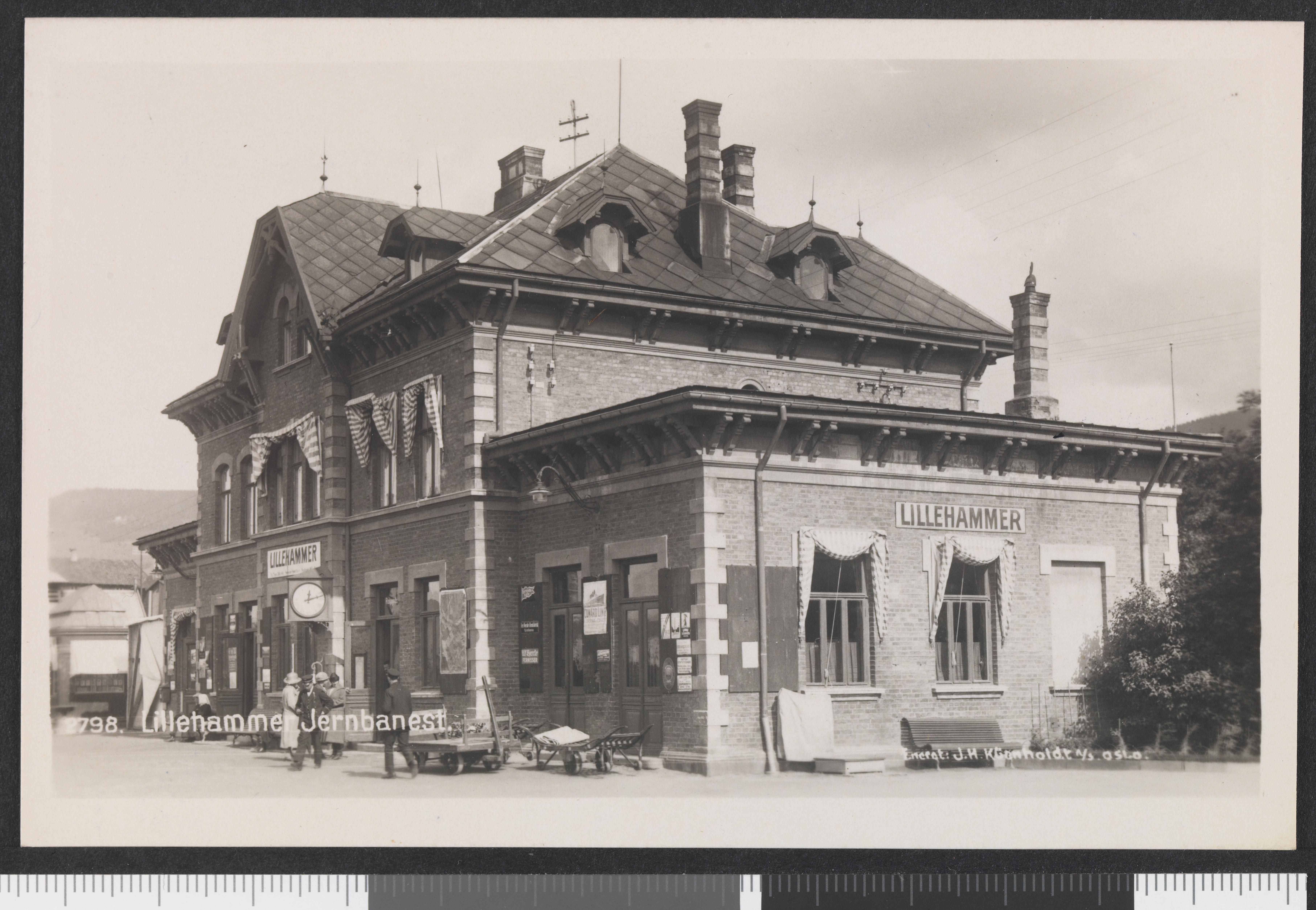
La gare (date inconnue).
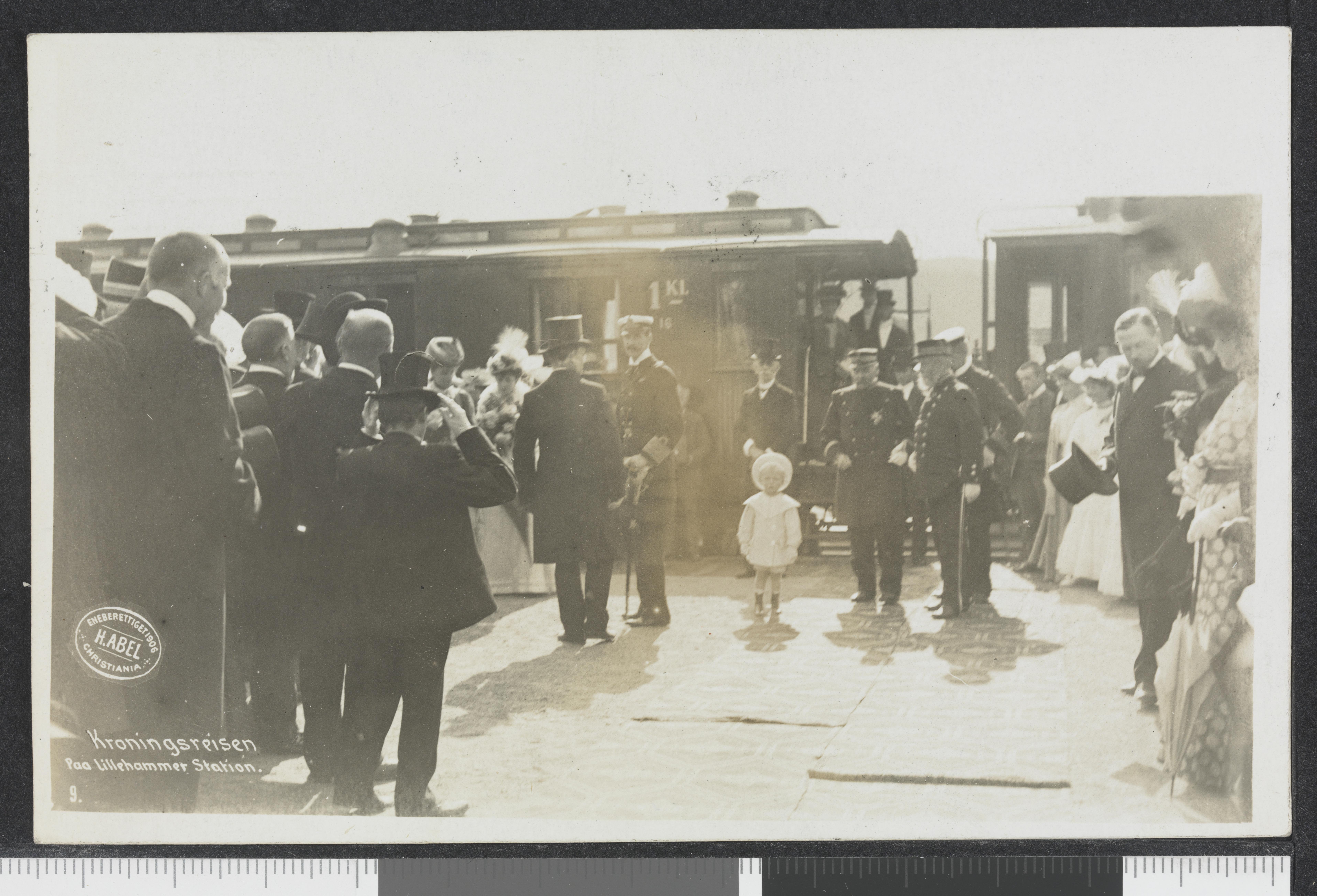
Visite du roi Haakon VII avec le jeune prince héritier Olav V en 1906. Un an après l'indépendance.
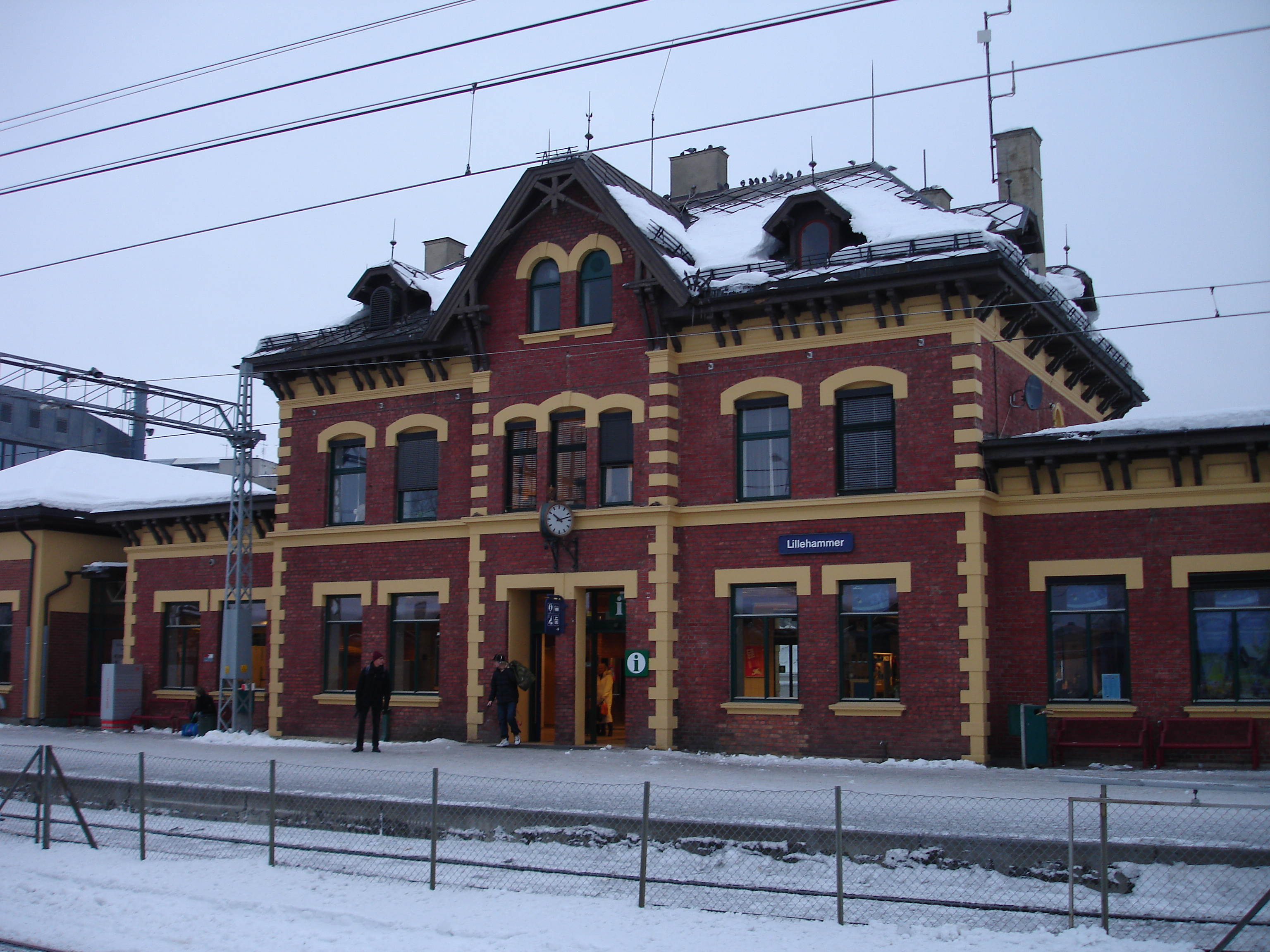
La gare vue des quais (Noël 2007)

### Inscription au patrimoine historique et culturel

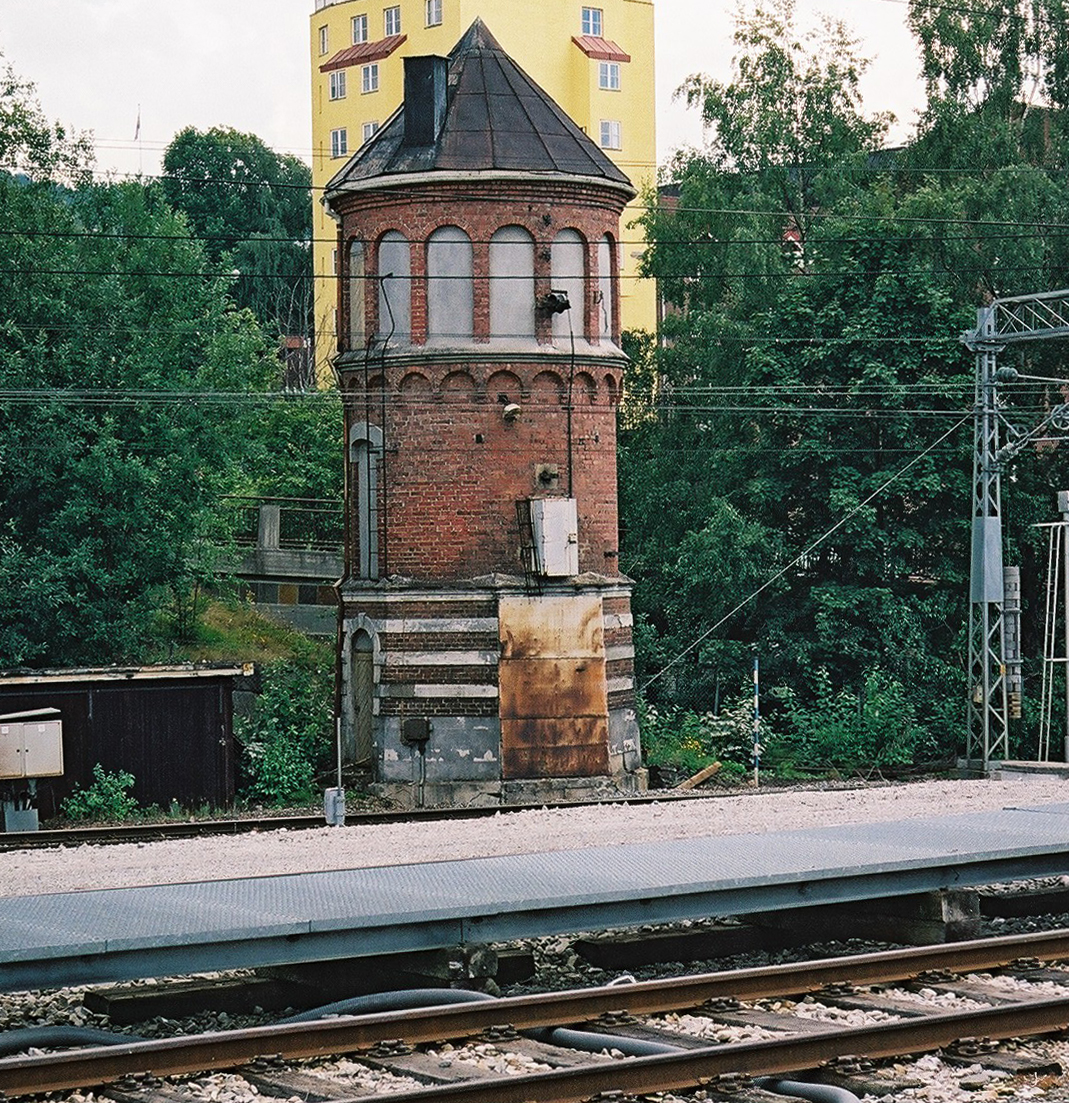
Le chateau d'eau

Le fonctionnement des locomotives à vapeur exigeait beaucoup d'eau, c'est pourquoi il y avait besoin de ravitaillement en eau. Il y a à la gare de Lillehammer une tour, conçue comme une tour médiévale où se trouvait l'eau en hauteur et en bas un poêle à bois pour éviter que l'eau ne gêle en hiver.
La tour se trouve à la périphérie de la gare, entre les voies et la rivière Mesnaelven. Le dessin de la tour date de 1893, elle a été mise en service en 1894 et a été utilisée jusqu'à la fin des années 1960. En effet, le tronçon Hamar-Fåberg n'a été électrifié qu'en 1966 et jusque là étaient utilisées aussi bien les locomotives diesel que vapeur.
La tour est la seule à être restée entre Eidsvoll et Åndalsnes. L'extérieur est quasiment resté inchangé depuis 1893. La tour a été enregistrée le 26 novembre 2002 au patrimoine historique et culturel norvégien sous le numéro 87655-1.

## Service des voyageurs

### Accueil
La gare possède un parking de 262 places (dont 4 pour les personnes à mobilité réduite). Il y a également un parking à vélo.
Dans la gare on trouve kiosque et café, une salle d'attente ouverte tout le temps qu'il y a des trains, avec une pièce réservée aux soins de bébé. Il y a des automates ainsi que la possibilité d'acheter ses titres de transport à la boutique Narvesen qui est ouverte du lundi au vendredi de 6h à 20h30, le samedi de 8h à 18h et le dimanche et jours fériés de 9h à 20h30. Il y a également une consigne pour les bagages.
Pour les personnes à mobilité réduite, en plus des habituels rampes et ascenseurs, il existe un service personnalisé d'aide.
C'est à la gare que se trouve l'office de tourisme et l'auberge de jeunesse.

### Desserte
La gare est desservie par une ligne moyenne distance dont elle est un des terminus, deux lignes longues distances et les trains de nuits s'arrêtent à Lillehammer :
- R10 : Drammen-Oslo-Lillehammer
- 21 : Oslo-Trondheim
- 22 : (Oslo)-Lillehammer-Dombås-Åndalsnes

### Intermodalité
Une station de taxi est située devant la gare. Plusieurs arrêts de bus se trouvent devant la gare. On y trouve des bus qui vont directement aux stations de ski et d'autres plus ou moins longues distances qui vont entre autres à Gjøvik, Bergen...